# Varawut Silpa-archa
Varawut Silpa-archa (tiếng Thái: วราวุธ ศิลปอาชา; Chuyển tự Hoàng gia: Warawut Sinlapa-acha) là một chính trị gia người Thái Lan và hiện là Bộ trưởng Phát triển Xã hội và An ninh Con người thuộc chính phủ liên minh của thủ tướng Srettha Thavisin từ tháng 9 năm 2023. Trước đó, ông từng giữ chức Bộ trưởng Tài nguyên và Môi trường trong nội các thứ hai của thủ tướng Prayut Chan-o-cha.
Ông là con trai út của Banharn Silpa-archa, cựu lãnh đạo Đảng Dân tộc Thái Lan và từng là thủ tướng Thái Lan thứ 21. Năm 2008, ông bị Tòa án Hiến pháp Thái Lan cấm hoạt động chính trị trong năm năm vì là lãnh đạo điều hành của Đảng Dân tộc Thái Lan đã bị giải thể vì cáo buộc  gian lận bầu cử.